# Давыдов, Лев Васильевич
Лев Васильевич Давыдов (1792—1848) — генерал-майор; герой Отечественной войны 1812 года; младший брат Дениса Давыдова.

## Биография
Родился 10 (21) октября 1792 года в семье Василия Денисовича Давыдова.
Поступив 12 августа 1808 года юнкером в 26-й егерский полк, принял участие в войне 1809 года. В 1810 году участвовал в войне против турок в Молдавии; за отличие, оказанное при крепости Силистрии, был произведён из портупей-юнкеров в прапорщики; затем был при осаде крепости Шумлы.
В Отечественную войну 1812 года он сначала находился в сражениях против французских войск при Островне и Бородине, во всех арьергардных делах до Тарутина и при Малом Ярославце, и за отличие был награждён орденом Св. Владимира 4-й степени с бантом. В октябре 1812 года поступил в партизанский отряд подполковника Д. В. Давыдова, где лихо действовал и был произведён из подпоручиков в поручики; 14 ноября при м. Бельгницах был ранен пулей в левую ногу и за проявленное отличие в этом деле награждён золотой шпагой с надписью «за храбрость»; в конце года был переведён в лейб-гвардии Егерский полк, с которым участвовал в заграничном походе русской армии; в 1813 году за отличие оказанное в сражении при Лейпциге был награждён орденом Св. Анны 2-й степени. В 1814 году был произведён в штабс-капитаны, а 25 августа 1818 года с производством из капитанов в полковники, был переведён в 22-й егерский полк, из которого 12 мая 1820 года переведён в 7-й егерский, но, по болезни, был уволен от службы с мундиром.
В 1826 году вернулся на военную службу с назначением состоять по армии; 31 декабря 1829 года уволен в отставку, за ранами, генерал-майором, с мундиром и пенсионом полного оклада.
В 1838 году он опять был определён на службу, с назначением состоять при главном начальнике военно-учебных заведений. В 1842 году был назначен председателем в строительном комитете 1-го округа корпуса инженеров военных поселений; наблюдал за постройкой 2-го московского кадетского корпуса. В 1843—1844 годах был директором 1-го московского кадетского корпуса.
Умер 4 (16) мая 1848 года. Похоронен на кладбище Новодевичьего монастыря (с женой Анной Васильевной и сыновьями Василием и Дмитрием) — могилы утрачены.